# Lupara
Lupara é uma comuna italiana da região do Molise, província de Campobasso, com cerca de 651 habitantes. Estende-se por uma área de 25 km², tendo uma densidade populacional de 26 hab/km². Faz fronteira com Casacalenda, Castelbottaccio, Civitacampomarano, Guardialfiera, Morrone del Sannio.

## Demografia
| Variação demográfica do município entre 1861 e 2011                               |
|                                                                                   |
| Fonte: Istituto Nazionale di Statistica (ISTAT) - Elaboração gráfica da Wikipedia |